# Philippe Suchard
Philippe Suchard (Boudry, 9 oktober 1797 – Neuchâtel, 14 januari 1884) was een Zwitsers chocolatier.

## Biografie
Suchard startte als leerling in de Konditorei van zijn broer. Op 27-jarige leeftijd trok hij naar de Verenigde Staten en schreef een boek over zijn ervaringen. Eind 1824 keerde Suchard terug naar Zwitserland en opende een chocoladezaak in Neuchâtel.
Suchard gebruikte een molen met een verwarmde granieten plaat en diverse rollers om de chocolade te kunnen bewerken. In die tijd was chocolade geen goedkoop product en Suchard had moeite om het te verkopen. Toch kwam het succes in 1842 door een grote opdracht van koning Frederik Willem IV van Pruisen. De chocolade van Suchard won diverse prijzen in Londen en Parijs en hij werd de grootste producent van chocolade eind negentiende eeuw.
Na zijn dood in 1884 nam zijn dochter Eugénie en haar man Karl de zaak over. In 1880 werd de eerste fabriek in Duitsland geopend.

## Milka
In 1901 introduceerde men het bekend geworden chocolademerk Milka, een combinatie van de woorden milch en kakao (melk en cacao). Het product werd verpakt in een ongebruikelijke lila kleur met een afbeelding van een koe.
- Gemeinsame Normdatei: 119242362
- Historisch woordenboek van Zwitserland: 030295
- International Standard Name Identifier: 0000 0000 3012 5083
- Library of Congress Control Number: n93089218
- Nationale Bibliotheek van Israël: 987007513678505171
- Virtual International Authority File: 5736846
- WorldCat: E39PBJvxvQypG863Jwq9XP9Rrq